# Danzhou
Danzhou is een stadsarrondissement in het noordwesten van de zuidelijke provincie Hainan, Volksrepubliek China. In Danzhou wordt het Kantonese dialect Danzhouhua gesproken.